# Скотт Макдональд
Скотт МакДональд (англ. Scott McDonald, нар. 21 серпня 1983, Мельбурн) — австралійський футболіст, нападник клубу «Брисбен Роар». Відомий, зокрема, витупами за «Мотервелл», «Мідлсбро» та національну збірну Австралії.

## Клубна кар'єра
Кар'єра МакДональда почалася в австралійському клубі «Доветон». У 1995 році Скотт перебрався в юніорський склад команди «Кренбурн Кометс».
У 1998 році МакДональд підписав свій перший професійний контракт з «кометами», і практично відразу був відданий в клуб австралійської Національної Футбольної Ліги, «Джіппсленд Фелконс». Дебютувавши в складі «соколів» у віці 14 років, Скотт став наймолодшим футболістом, що виходив на поле в історії ліги.
У 2000 році австралієць підписав контракт з англійським «Саутгемптоном». За «святих» Скотт провів лише дві гри, виходячи обидва рази на заміну. У 2002 році Макдональд був відданий за орендною угодою в клуб «Гаддерсфілд Таун». Тут футболіст знову отримав ігрову практику — в 13 матчах він забив один гол (у ворота «Транмер Роверз»). Наступні два роки Скотт провів знову в оренді, цього разу в іншій англійській команді — «Борнмуті», за який він відіграв сім матчів, забивши лише одного разу. Після закінчення контракту з «Саутгемптоном» Макдональд уклав місячну угоду з клубом «Вімблдон».
Взимку 2004 Макдональд був на перегляді в «Данді», проте перехід до табору «синьо-білих» зірвався. У результаті через деякий час австралієць все ж перебрався в Шотландію. Новою командою Макдональда став «Мотервелл». За наступні два сезони Скотт забив 26 м'ячів в 67 матчах. Його гол у ворота «Фолкерка» в матчі, який відбувся 25 листопада 2006 року, став 5000-м в історії Шотландської прем'єр-ліги.
Дебют австралійця в «Селтіку» відбувся 15 серпня 2007 року, коли в рамках третього кваліфікаційного раунду Ліги чемпіонів 2007-08 «кельти» грали гостьовий матч проти московського «Спартака» на стадіоні «Лужники».
1 лютого 2010 року, в останній день трансферного вікна, прес-служба «Селтіка» оголосило про те, що австралійський нападник поповнив ряди «Мідлсбро», який заплатив «біло-зеленим» за Скотта 3,5 мільйона фунтів стерлінгів. Це означало, що Макдональд буде знову грати під керівництвом Гордона Стракана, з яким футболіст працював в «Саутгемптоні» і «Селтіку».
23 липня 2013 після того, як його контракт з «Мідлсбро» був розірваний, Скотт підписав дворічну угоду з «Міллуолл». 21 вересня в грі з «Чарльтоном» Макдональд забив свій перший м'яч за «докерів», принісши своїй команді мінімальну перемогу 1:0.

## Титули і досягнення

### Клуб
- Чемпіонат Шотландії
  - Чемпіон (2): 2006-07, 2007-08
- Кубок шотландської ліги:
  - Володар (1): 2008-09

### Збірна
- Переможець Юнацького чемпіонату ОФК: 1999
- Переможець Молодіжного чемпіонату ОФК: 2001, 2002
- Кубок Азії
  - Срібний призер (1): 2011